# San Pedro del Valle
San Pedro del Valle es un municipio y localidad española de la provincia de Salamanca, en la comunidad autónoma de Castilla y León. Se integra dentro de la comarca de la Tierra de Ledesma. Pertenece al partido judicial de Salamanca y a la Mancomunidad Comarca de Ledesma.
Su término municipal está formado por las localidades de Carrascal de Velambélez, La Narra, San Pedro del Valle, Santibáñez y Torrecilla del Río, ocupa una superficie total de 15,67 km² y según los datos demográficos recogidos por el INE en el año 2017, cuenta con 148 habitantes.

## Geografía
| Noroeste: Vega de Tirados y Juzbado | Norte: Juzbado             | Nordeste: Almenara de Tormes |
| Oeste: Vega de Tirados              |                            | Este: Zarapicos              |
| Suroeste: Vega de Tirados           | Sur: Carrascal de Barregas | Sureste: Zarapicos           |

## Historia
Su fundación se remonta al siglo XIV, quedando integrado en el arcedianato de Ledesma, dentro del Reino de León, denominándose entonces "El Balle". Con la creación de las actuales provincias en 1833, queda encuadrado en la provincia de Salamanca, dentro de la Región Leonesa.

## Monumentos de interés
- Iglesia de San Pedro (San Pedro del Valle)
- Iglesia de Nuestra Señora del Castillo (Carrascal de Velambélez)
- Fuente románica (San Pedro del Valle)

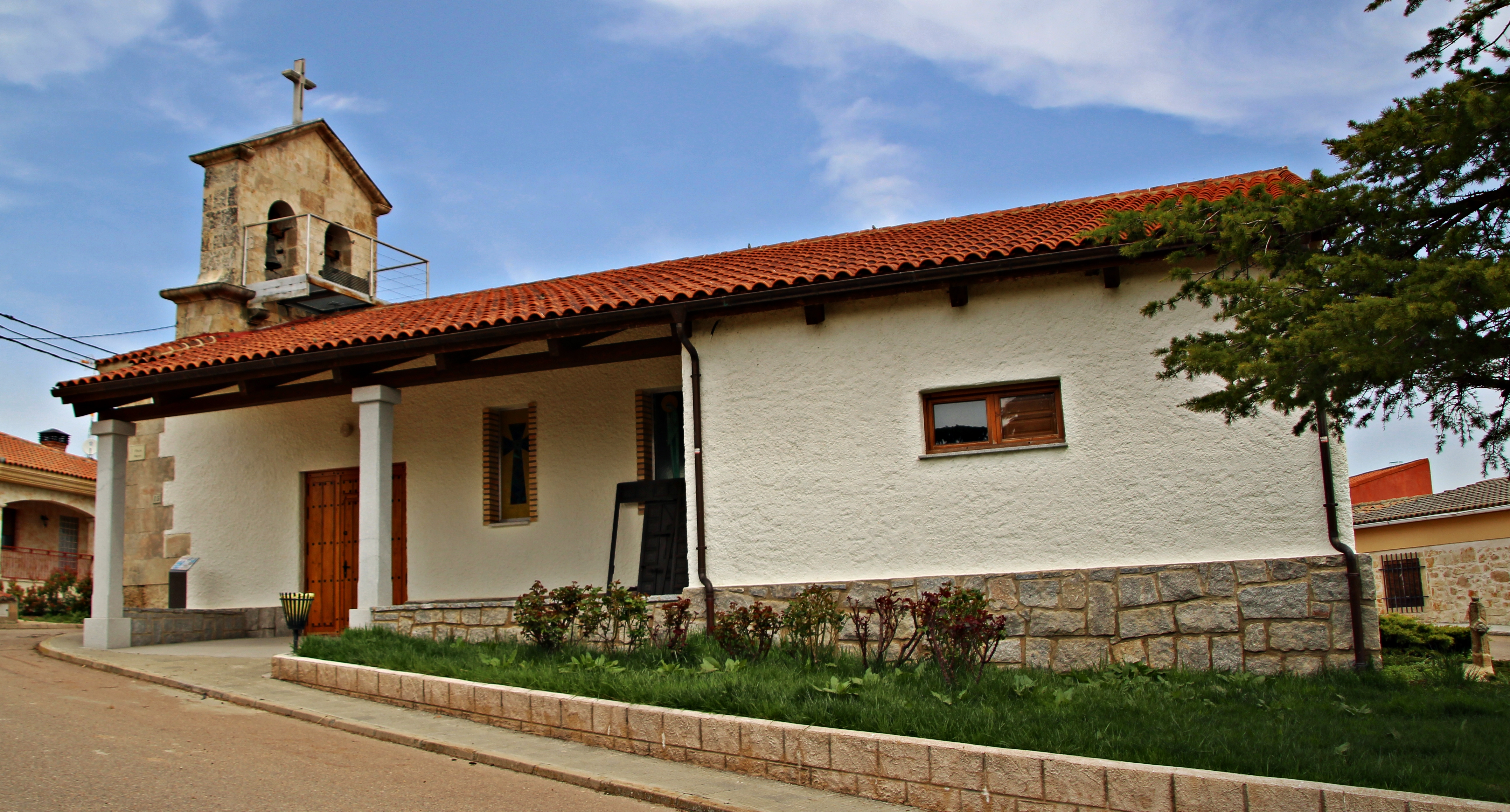
Iglesia de San Pedro Apóstol

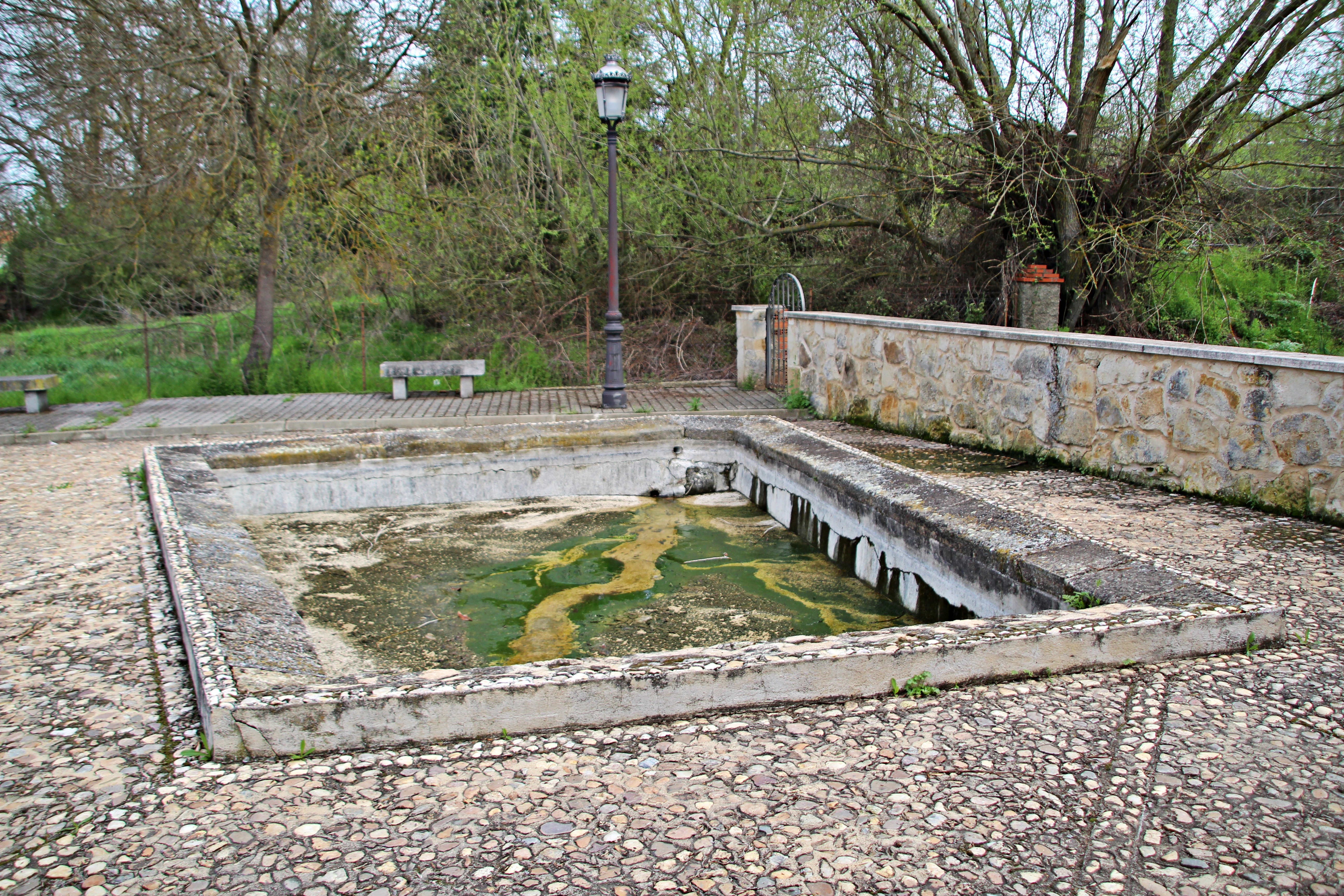
Fuente románica

## Demografía
San Pedro del Valle cuenta con una población de 145 habitantes (INE 2024).
| Gráfica de evolución demográfica de San Pedro del Valle entre 1842 y 2021                                           |
| |
| Población de derecho según los censos de población del INE Población de hecho según los censos de población del INE |

### Núcleos de población
El municipio se divide en varios núcleos de población, que poseían la siguiente población en 2017 según el INE.
| Núcleo de población     | Población |
| ----------------------- | --------- |
| San Pedro del Valle     | 100       |
| Carrascal de Velambélez | 42        |
| Torrecilla del Río      | 4         |
| La Narra                | 2         |
| Santibáñez              | 0         |

### Economía
Principalmente agricultura y ganadería.

## Administración y política
| Periodo   | Nombre                | Partido | Partido                                  |
| --------- | --------------------- | ------- | ---------------------------------------- |
| 1979-1999 | Encarnación Montejo   |         | Partido Socialista Obrero Español (PSOE) |
| 1999-2003 | Luis Carlos Hernández |         | Partido Popular (PP)                     |
| 2003-2011 | Ramón Montejo         |         | Partido Socialista Obrero Español (PSOE) |
| 2011-2023 | Alberto Torres        |         | Partido Popular (PP)                     |

| Partido político                         | 2019  | 2019  | 2019       | 2015  | 2015  | 2015       | 2011  | 2011  | 2011       | 2007  | 2007  | 2007       | 2003  | 2003  | 2003       |
| Partido político                         | %     | Votos | Concejales | %     | Votos | Concejales | %     | Votos | Concejales | %     | Votos | Concejales | %     | Votos | Concejales |
| Partido Popular (PP)                     | 85,59 | 95    | 4          | 72,93 | 97    | 4          | 48,00 | 60    | 3          | 3,06  | 3     | 0          | 3,16  | 3     | 0          |
| Partido Socialista Obrero Español (PSOE) | 13,51 | 15    | 1          | 22,56 | 30    | 1          | 48,00 | 60    | 2          | 84,69 | 83    | 5          | 85,26 | 81    | 5          |
| Unión del Pueblo Salmantino (UPSa)       | —     | —     | —          | —     | —     | —          | —     | —     | —          | 2,04  | 2     | 0          | —     | —     | —          |